# Eurydice tarti
Eurydice tarti är en kräftdjursart som beskrevs av Bruce 1986. Eurydice tarti ingår i släktet Eurydice och familjen Cirolanidae. Inga underarter finns listade i Catalogue of Life.